# قشلاق حسين نريماني (مقاطعة بيله سوار)
قشلاق حسین نریماني (بالفارسية: قشلاق حسین نریمانی) هي منطقة سكنية تقع في إيران في أردبيل. يقدر عدد سكانها بـ 42 نسمة .